# Conseil d'État du canton de Bâle-Ville
Pour les autres articles nationaux ou selon les autres juridictions, voir Conseil d'État.
Le Conseil d'État du canton de Bâle-Ville (en allemand : Regierungsrat des Kantons Basel-Stadt) est le gouvernement du canton de Bâle-Ville, en Suisse.

## Description
Le Conseil d'État est une autorité collégiale, composée de sept membres. Il est dirigé par le président du gouvernement (Regierungspräsident), en son absence par le vice-président (Vizepräsident). Il se réunit le mardi.
Chaque conseiller d'État est à la tête d'un département (en allemand : Departement). Les départements portent les noms suivants :
- Département présidentiel (Präsidialdepartement)
- Département des constructions et des transports (Bau- und Verkehrsdepartement)
- Département de l'éducation (Erziehungsdepartement)
- Département des finances (Finanzdepartement)
- Département de la santé (Gesundheitsdepartement)
- Département de la justice et de la sécurité (Justiz- und Sicherheitsdepartement)
- Département de l'économie, des affaires sociales et de l'environnement (Departement für Wirtschaft, Soziales und Umwelt).

## Élection
Les membres du Conseil d'État et le président sont élus au scrutin majoritaire à deux tours pour une période de quatre ans.
Le gouvernement prend ses fonctions au début de chaque nouvelle législature du Grand Conseil, fixée au 1er février.

## Composition actuelle (2021-2025)
| Nom               | Parti     | Attribution                                                           | élection |
| ----------------- | --------- | --------------------------------------------------------------------- | -------- |
| Conradin Cramer   | PLD       | Département présidentiel                                              | 2017     |
| Mustafa Atici     | PS        | Département de l'éducation                                            | 2024     |
| Lukas Engelberger | Le Centre | Département de la santé                                               | 2014     |
| Stephanie Eymann  | PLD       | Département de la justice et de la sécurité                           | 2021     |
| Esther Keller     | PVL       | Département des constructions et des transports                       | 2021     |
| Tanja Soland      | PS        | Département des finances                                              | 2020     |
| Kaspar Sutter     | PS        | Département de l'économie des affaires sociales et de l'environnement | 2021     |

## Histoire
La nouvelle Constitution de 2005, entrée en vigueur le 13 juillet 2006, aligne pour la première fois en Suisse la durée du mandat présidentiel sur celle de la législature et fait élire le président du gouvernement par le peuple. Jusque-là, le président était élu par le Grand Conseil pour un an.
La première femme élue au gouvernement est la socialiste Veronica Schaller, en 1992.

### Bases légales
- Constitution du canton de Bâle-Ville (Cst./BS) du 23 mars 2005 (état le 22 mars 2019), RS 131.222.1.
- Gesetz betreffend die Organisation des Regierungsrates und der Verwaltung des Kantons Basel-Stadt (OG/BS) du 22 avril 1976 (état 1er janvier 2021), SG 153.100
- Verordnung betreffend die Zuständigkeiten (VZ/BS) du 9 décembre 2008 (état 1er juillet 2020), SG 153.110